# Estrella fulgurante

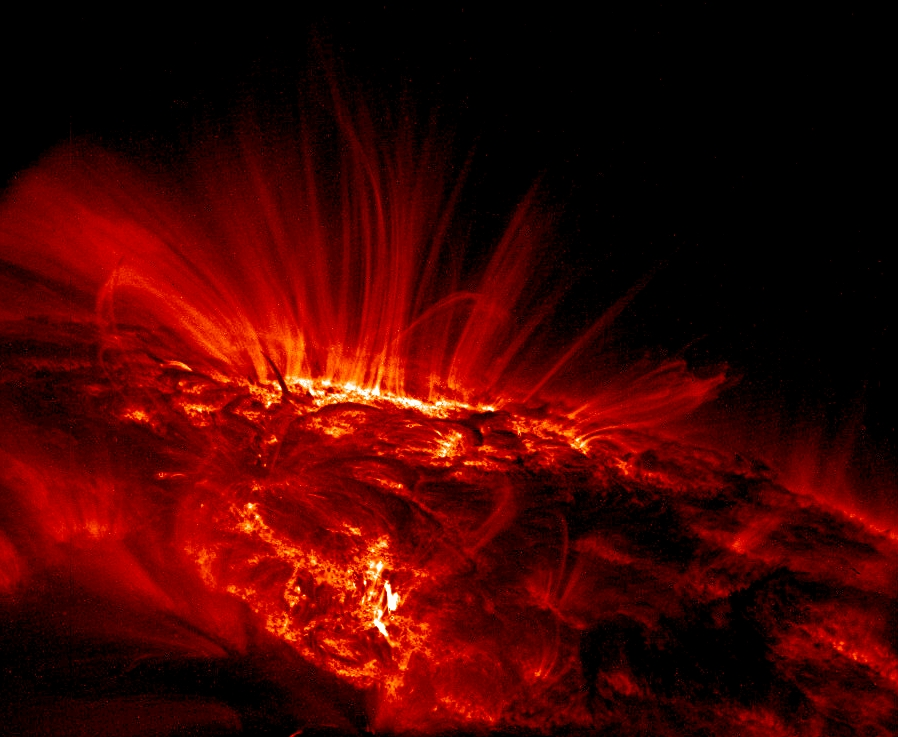
Erupción en la superficie del Sol. Las llamaradas de las estrellas fulgurantes son similares pero de proporciones mucho mayores.

Una estrella fulgurante es una estrella poco luminosa de la secuencia principal que despide llamaradas y sufre aumentos bruscos e impredecibles en su brillo, de unos minutos a unas pocas horas de duración. Este incremento tiene lugar en todo el espectro electromagnético, desde rayos X a ondas de radio.

## Historia
Aunque las primeras estrellas fulgurantes pueden haber sido detectadas en 1924, las primeras observaciones confirmadas se atribuyen al astrónomo Willem Jacob Luyten, que descubrió espectros variables en dos estrellas enanas, V1396 Cygni y AT Microscopii. Sin embargo, no sería hasta 1948 que se descubrió la estrella fulgurante más conocida, UV Ceti. Se observó en muy poco tiempo un incremento de 4 magnitudes en el brillo de la estrella y un aumento de la temperatura a 10 000 K desde los 2700 K iniciales, volviendo a la normalidad en menos de un día. Hoy, este tipo de estrellas variables también son conocidas como variables UV Ceti.

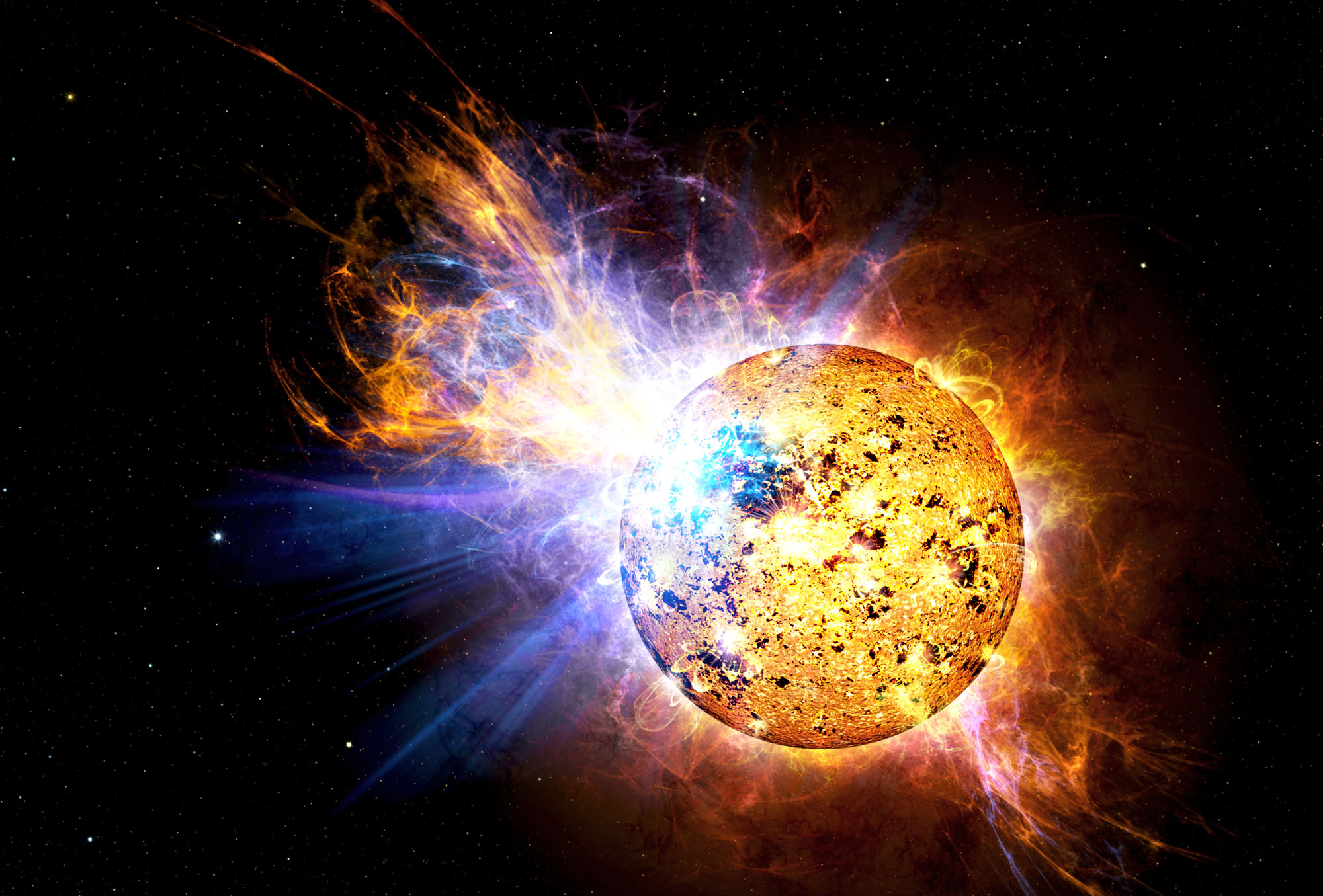
Impresión artística de la enorme llamarada de EV Lacertae.

Desde su detección en el espectro visible, las estrellas fulgurantes también se han estudiado en un rango amplio de longitudes de onda, desde rayos X a ondas de radio. Las llamaradas en rayos X fueron detectadas por primera vez en 1975 en las estrellas UV Ceti e YZ Canis Minoris. El número de estrellas fulgurantes ha ido aumentando con el tiempo: el General Catalogue of Variable Stars (GCVS) registra actualmente 1620 estrellas del tipo UV Ceti (UV) o del tipo UV Ceti + Nebular (UVN).
En 2004 se registró una gran erupción en la estrella GJ 3685A que aumentó su brillo unas 10 000 veces, en un llamarada de 20 minutos de duración. Incluso para este tipo de estrellas, su intensidad fue anormalmente alta. Igualmente, en 2008 se observó una enorme erupción en la estrella EV Lacertae, miles de veces más grande que la mayor erupción observada en el Sol.

## Características físicas
Las estrellas fulgurantes siempre son enanas rojas de tipos espectrales M y K-tardíos, correspondientes a temperaturas entre 2500 y 4000 K, con una masa comprendida entre 0,1 y 0,6 masas solares. Frecuentemente presentan líneas de emisión detectables de hidrógeno y calcio en su espectro, indicando actividad cromosférica. Estudios recientes indican que también las enanas marrones pueden ser fulgurantes, si bien hay pocos datos al respecto. Además, en nueve estrellas análogas solares se han observado llamaradas similares a las de las estrellas fulgurantes. Se ha propuesto que el mecanismo puede ser similar al de las variables RS Canum Venaticorum, siendo las llamaradas inducidas por un objeto acompañante, un planeta joviano invisible en una órbita cercana.
La variabilidad en las estrellas fulgurantes se caracteriza por un aumento rápido, irregular y de gran amplitud en el brillo estelar, seguido de un descenso mucho más suave (de minutos a horas) hasta el nivel normal. Las mayores variaciones tienen lugar en el extremo azul del espectro visible. También se han observado incrementos en las regiones de ondas de radio y rayos X del espectro, que no coinciden necesariamente con los del espectro visible.
Se piensa que las llamaradas en las estrellas fulgurantes son análogas a las erupciones solares, pero con algunas diferencias importantes. Por una parte, las estrellas fulgurantes son intrínsecamente débiles en luz visible, especialmente en longitudes de onda cortas. Por ello, la erupción eleva drásticamente la luminosidad en el rango ultravioleta-azul. En segundo lugar, el tamaño de las erupciones puede tener un tamaño significativo en comparación con la propia estrella, mientras que en el Sol están limitadas a unos pocos miles de km.

## Estrellas fulgurantes cercanas
| Nombre           | Designador variable | Distancia (Años luz) | Tipo espectral | Magnitud aparente* |
| ---------------- | ------------------- | -------------------- | -------------- | ------------------ |
| Próxima Centauri | V645 Centauri       | 4,22                 | M5.5Ve         | 12,10 - 13,12      |
| Wolf 359         | CN Leonis           | 7,78                 | M6.0V          | 11,52 - 17,08      |
| Lalande 21185    |                     | 8,29                 | M5.5e          | 7,49               |
| Luyten 726-8     | BL Ceti             | 8,72                 | M5.5e          | 12,52              |
| Luyten 726-8     | UV Ceti             | 8,72                 | M6.0e          | 6,80 - 12,95       |
| Ross 154         | V1216 Sagittarii    | 9,68                 | M3.5Ve         | 11,12 - 12,55      |
| Ross 128         | FI Virginis         | 10,91                | M4.0           | 13,82 - 14,26      |
| GJ 866           | EZ Aquarii A        | 11,26                | M5.0Ve         | 14,27-15,68        |
| GJ 866           | EZ Aquarii B        | 11,26                | M ?            | 14,27-15,68        |
| GJ 866           | EZ Aquarii C        | 11,26                | M ?            | 14,27-15,68        |
| Struve 2398      |                     | 11,52                | M3.0V          | 8,47               |
| Struve 2398      |                     | 11,52                | M3.5V          | 9,69               |
| Groombridge 34   | GX Andromedae       | 11,62                | M1.5Vne        | 9,45-9,63          |
| Groombridge 34   | GQ Andromedae       | 11,62                | M3.5Vne        | 12,20-12,80        |
| GJ 1111          | DX Cancri           | 11,82                | M6.5Ve         | 14,30-19,00        |
| LHS 138          | YZ Ceti             | 12,13                | M4.5V          | 13,15-13,87        |

* Magnitudes aparentes procedentes de VizieR (SIMBAD)